# Rudolf von Jaschke

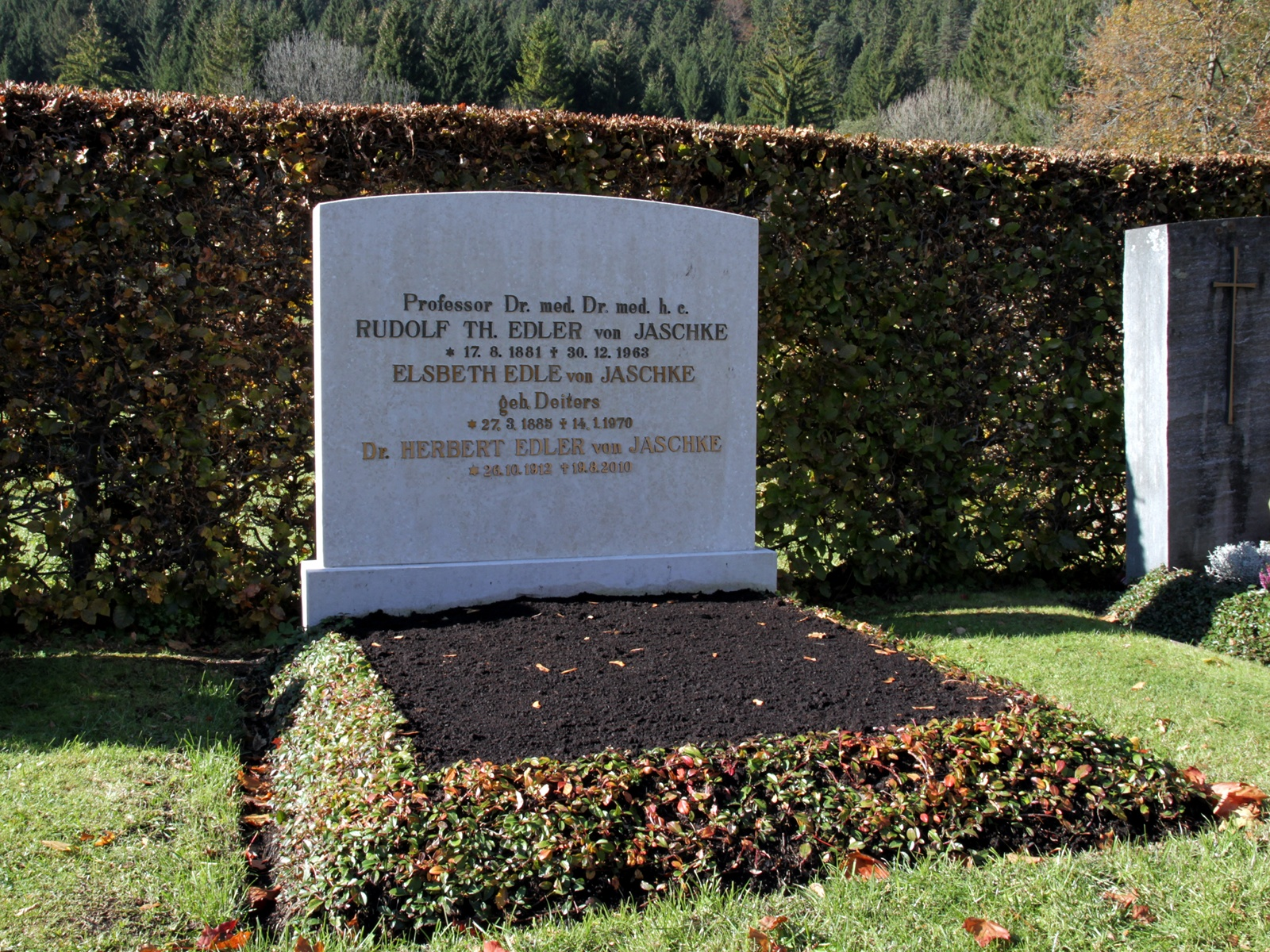
Grab Rudolf von Jaschkes, seiner Frau und des ältesten Sohnes

Rudolf Theodor Edler von Jaschke (* 17. August 1881 in Pettau (Untersteiermark); † 30. Dezember 1963 in Garmisch-Partenkirchen) war ein deutscher Gynäkologe und Geburtshelfer.

## Leben und Wirken
Rudolf Jaschke wurde 1881 als Sohn des 1916 geadelten Hans Jaschke, einem kaiserlich und königlichen Feldmarschallleutnant und seiner Frau Therese geb. Vasold, in der Untersteiermark, die seit 1918 zu Slowenien gehört, geboren. Er studierte von 1899 bis 1904 Medizin an den Universitäten in Innsbruck, Berlin, Wien und Freiburg. 1905 wurde Jaschke an der Universität Innsbruck promoviert. Er absolvierte seine Assistenzzeit in der Anatomie bei Ferdinand Hochstetter (1861–1954) in Innsbruck, lernte Innere Medizin bei Friedrich von Müller (1858–1941) in München und Chirurgie bei Alexander Brenner sen. (1859–1936) in Linz.
Seine gynäkologische Fachausbildung erwarb Jaschke 1907 bis 1910 als Schüler Alfons von Rosthorns (1857–1909) in Heidelberg und Wien und Richard Kroemers (1849–1911) von 1910 bis 1911 in Greifswald. Danach war Jaschke Oberarzt bis 1912 bei Erich Opitz in Düsseldorf. Ihm folgte er 1912 nach Gießen, wo er sich 1912 habilitierte und 1918 zum außerordentlichen Professor ernannt wurde. Noch im gleichen Jahr wurde Rudolf von Jaschke zum ordentlichen Professor berufen und zum Direktor der Frauenklinik ernannt. Zum 1. April 1933 trat er der NSDAP bei (Mitgliedsnummer 1.766.504).
Von 1941 bis 1949 war Rudolf von Jaschke Präsident der Deutschen Gesellschaft für Gynäkologie und Geburtshilfe und organisierte deren Kongress 1949 in Karlsruhe. In Gießen blieb von Jaschke bis 1947. Rufe auf Lehrstühle in Wien und Düsseldorf lehnte er ab. 
Nach der Zerstörung der Gießener Frauenklinik im Zweiten Weltkrieg am 6. Dezember 1944 schuf Jaschke eine Interimsklinik im Kloster Arnsburg, an der er zunächst weiter tätig war. Später wechselte er als Chefarzt an die Städtische Frauenklinik in Offenbach am Main, die er bis zum 9. Mai 1949 leitete. Bis 1954 war er im Ort noch in einer privaten Frauenklinik tätig, bevor er endgültig in den Ruhestand ging. 
Rudolf von Jaschke starb 1963 im Alter von 82 Jahren.

## Familie
Rudolf von Jaschke war verheiratet mit Elsbeth Deiters. Das Paar hatte fünf Kinder: Herbert (1912–2010), Ruth, Inge, Priska (* 1920) und Wolfgang.

## Schriften (Auswahl)
- Normale und pathologische Sexualphysiologie des Weibes: Physiologie und Pathologie der Geburt. Vogel, Leipzig 1914.
- Physiologie, Pflege und Ernährung des Neugeborenen einschließlich der Ernährungsstörungen der Brustkinder in der Neugeburtszeit. Bergmann, Wiesbaden 1917.
- Geburtshilfe. Verband der Ärzte Deutschlands, Leipzig 1918.
- Gynaekologie. Verband der Ärzte Deutschlands, Leipzig 1918.
- mit Otto Pankow: Lehrbuch der Geburtshilfe. 9. Auflage. Springer, Berlin 1920 (begründet 1891 von Max Runge).
- mit Otto Pankow: Lehrbuch der Gynäkologie. 6. Auflage. Springer, Berlin 1921 (begründet 1891 von Max Runge).
- Lage- und Bewegungsanomalien des weiblichen Genitalapparates. In: Handbuch der Gynäkologie. Bd. 5,1. Bergmann, München 1929, doi:10.1007/978-3-642-96015-4.
- Die Prophylaxe auf dem Gebiet der Geburtshilfe und Gynäkologie. Enke, Stuttgart 1939.